# غلام مرشد
غلام مرشد (8 أبريل 1940 - 22 أغسطس 2024)، هو كاتب وباحث وصحفي بنغالي، كان يقيم في لندن. فاز بعدد من الجوائز، بما في ذلك جائزة أكاديمية البنغال الأدبية عام 1982 وجائزة بروثوم ألو للكتاب عام 2007؛ وجائزة IFIC الأدبية عام 2018؛ وجائزة إيكوسي باداك للغة والأدب عام 2021 ومحاضرات مؤسسة فيدياساجار عام 1973 في جامعة كلكتا .